# カーマック・マッケンドリック理論
カーマック・マッケンドリック理論（カーマック・マッケンドリックりろん、英: Kermack–McKendrick theory）は、集団を介して時間をかけて伝播していく感染症の症例数と分布を予測する仮説である。ケルマック・マッケンドリック理論とも呼ばれる。ロナルド・ロスとヒルダ・ハドソンの研究を基に、A・G・マッケンドリックとW・O・カーマックは1927年、1932年、1933年に3つの論文として理論を発表した。カーマック・マッケンドリック理論は確かにSIRモデルとその近縁モデルの源流であったが、カーマックとマッケンドリックは、ここで論じられている単純な区画モデルよりも、もっと繊細で経験的に有用な問題を考えていた。現代の論文と比べるとやや読みにくい文章ではあるが、重要な特徴は、感染年齢が伝播率と除去率に影響を与えるモデルであったことである。
これらの論文は、理論疫学の分野では非常に重要な意味を持つため、1991年にBulletin of Mathematical Biologyに再掲載された。

## エピデミックモデル（1927年）
カーマック・マッケンドリック理論は、初期の形式では、感受性保持者（S）と回復/隔離者（R）のための単純な区画を使用しながら、感染した集団を感染年齢の観点から構造化する区画微分方程式モデルである。指定された初期条件は、
{\displaystyle {\frac {dS}{dt}}=-\lambda S,}
{\displaystyle {\frac {\partial i}{\partial t}}+{\frac {\partial i}{\partial a}}=\delta (a)\lambda S-\gamma (a)i,}
{\displaystyle {\frac {dR}{dt}}=\int _{0}^{\infty }\gamma (a)i(a,t)\,da}
に従って時間の経過とともに変化する。上式において、{\displaystyle \delta (a)}はディラックのデルタ関数、感染圧は
{\displaystyle \lambda =\int _{0}^{\infty }\beta (a)i(a,t)\,da}
である。隔離率{\displaystyle \gamma (a)}および伝播率{\displaystyle \beta (a)}が全ての年齢について一定である時の特別な場合においてのみ、{\displaystyle I(t)=\int _{0}^{\infty }i(a,t)\,da}を置換することでカーマック・マッケンドリック理論は単純なSIRモデルへと変形される。この基本モデルは、単純な流行を説明するのに十分な感染・隔離事象のみを考慮しており、流行が始まるために必要な閾値条件を含めて、単純な流行を説明するのには十分であるが、風土病の伝播や反復的な流行を説明することはできない。

## 風土病（1932年、1933年）
その後の2つの論文で、カーマックとマッケンドリックはその理論を拡張して、出生、移住、死亡、そして不完全な免疫の考慮を可能にした。現代の記法では、このモデルは以下のように表わすことができる。
{\displaystyle {\frac {dS}{dt}}=b_{0}+b_{S}S+b_{I}I+b_{R}R-\lambda S-m_{S}S,}
{\displaystyle {\frac {\partial i}{\partial t}}+{\frac {\partial i}{\partial a}}=\delta (a)\lambda (S+\sigma R)-\gamma (a)i-\mu (a)i-m_{i}(a)i,}
{\displaystyle I(t)=\int _{0}^{\infty }i(a,t)\,da}
{\displaystyle {\frac {dR}{dt}}=\int _{0}^{\infty }\gamma (a)i(a,t)\,da-\sigma \lambda R-m_{R}R.}
上式において、{\displaystyle b_{0}}は感受性保持者の移住速度、bjは国jについての1人当たりの出生率、mjは国jにおける1人当たりの個人死亡率、{\displaystyle \sigma }は部分的に免疫を獲得した回復者の相対的感染リスク、そして感染圧は
{\displaystyle \lambda =\int _{0}^{\infty }\beta (a)i(a,t)\,da}
である。
カーマックとマッケンドリックは、病気がエンデミックである場合でも、感受性個体の供給が十分に大きい限り、定常解を認めることを示すことができた。 このモデルは完全な一般性を持って解析することが困難であり、その動態に関して多くの未解決の疑問が残されている。